# Classification of Individual Consumption by Purpose
Classification of Individual Consumption by Purpose, kurz COICOP, ist eine Klassifizierung der United Nations Statistics Division zur Erstellung von Konsumstatistiken nach Verwendungsart. Diese Klassifizierung wird auch in erweiterter Form von Eurostat verwendet (ECOICOP). COICOP wurde vor kurzem einer Revision unterzogen und ist jetzt in einer neuen Fassung als COICOP 2018 verfügbar.